# 3395 Jitka
3395 Jitka је астероид главног астероидног појаса чија средња удаљеност од Сунца износи 2,791 астрономских јединица (АЈ).
Апсолутна магнитуда астероида је 11,7.